# 亞歷山大·科爾涅夫
亞歷山大·弗拉基米羅維奇·科爾涅夫（俄语：Александр Владимирович Корнев，羅馬化：Alexander Vladimirovich Kornev，1977年7月2日—），俄羅斯空降軍少將，曾任第7近衛空中突擊師師長。

## 生平
科爾涅夫於1977年7月2日出生，其於1999年畢業於梁贊高等空降指揮學校，2015年畢業於俄羅斯聯邦軍隊綜合軍事學院。

## 事蹟
科爾涅夫在梁贊高等空降指揮學校畢業後由空降排排長陸續晉升到空降師參謀長的指揮官職務。他曾參與抵抗北高加索叛亂。
截至2021年，科爾涅夫擔任烏蘇里斯克第83空降突擊旅旅長。其於2012年11月以上校軍銜被調任為黑海新羅西斯克空降師的指揮官。
科爾涅夫在俄羅斯總統弗拉基米爾·普京於2022年新年演說中站在普京身後，擔任背景群眾。其參與2022年俄羅斯入侵烏克蘭，指揮第7近衛空中突擊師入侵赫爾松州及扎波羅熱州，並參與赫爾松戰役。
根據獨立智庫戰爭研究所報告中引用第7近衛空中突擊師成員的音頻透露，稱科爾涅夫在2023年7月被解職。科爾涅夫可能代表第7近衛空中突擊師對一系列俄羅斯國防部的決策提出了批評，其中包括其部隊可能沒有事先得到有關俄軍於2023年6月6日摧毀新卡霍夫卡水電站的通知。其解職使他成為在瓦格納集團兵變後，繼伊萬·波波夫及弗拉基米爾·塞利維斯托夫之後，第三名被俄羅斯國防部解職的將領。

## 榮譽
- 亞歷山大·涅夫斯基勳章[4]